# Deshorn Brown
Deshorn Brown (Mánchester, Jamaica; 22 de diciembre de 1990) es un futbolista jamaicano. Juega de delantero y su equipo actual es el Bengaluru Football Club de la Super Liga India.

## Trayectoria

### Des Moines Menace
Estuvo en 2011 con el Des Moines Menace, de los Estados Unidos, en la USL Premier Development League, en esa temporada llegó a octavos de final, siendo eliminados 3-2 en la prórroga por el Michigan Bucks, y cerrando su primera temporada profesional con 9 goles en 10 partidos.

### Reading United
Estuvo en el Reading United en 2012, en la USL Premier Development League, fue eliminado en rondas preliminares por el Carolina Dynamo, en un empate 1-1 y derrota 8-7 en penales, fue una buena temporada para Brown, ya que marcó 13 goles en 13 partidos que jugó.

### Colorado Rapids
Brown fue seleccionado sexto por el Colorado Rapids del SuperDraft de la MLS 2013, el 17 de enero de 2013. Marcó su primer gol en primera división el 16 de marzo de 2013 en un partido contra el Real Salt Lake. El gol llegó en el minuto 37 y el partido resultó en un empate 1-1. Durante la temporada de 2013, Brown consiguió muchos logros. Brown terminó segundo detrás de su compañero de equipo Dillon Powers para Novato del Año. También anotó el tercer gol más rápido en la historia de la MLS después de tan sólo 15 segundos en la victoria por 5-1 ante Seattle el 5 de octubre. Fue el equipo donde más éxito tuvo, jugó 62 partidos y anotó 20 goles.

### Vålerenga Oslo IF
Brown fue fichado por el Vålerenga de Noruega el 17 de marzo de 2015.
Brown anotó su primer y segundo gol el 17 de abril de 2015, de un partido contra el Haugesund. Los goles llegaron en los minutos 35 y 36 y el juego acabó en el 2 - 0.
El 6 de junio de 2015, marca un gol contra el Rosenborg Ballklub, entrando de suplente de Daniel Braaten al minuto 60, y sorprendentemente maracando al minuto 66, para una derrota 2-1 en cuestión de local. El 2 de octubre marca el gol en el empate 1-1 contra el F.K. Bodø/Glimt, el 1 de noviembre de 2015 marca otro gol en el empate 2-2 contra el Odd Grenland BK. Termina la Tippeligaen 2015 en séptimo lugar, en la fueron eliminados 1-0 en la Segunda ronda por el Gjøvik-Lyn.

## Selección nacional
Deshorn recibió su primera convocatoria de Jamaica el 7 de octubre de 2013. Brown anotó su primer gol internacional frente a Barbados el 2 de marzo de 2014. Fue convocado para disputar la Copa América 2015, en Chile, quedando eliminado en el Grupo C de la primera fase. El 17 de noviembre es convocado para un partido contra Haití, aunque no jugó.

## Estadísticas

### Clubes
| Club                    | País           | Año           |
| ----------------------- | -------------- | ------------- |
| Des Moines Menace       | Estados Unidos | 2011          |
| Reading United          | Estados Unidos | 2012          |
| Colorado Rapids         | Estados Unidos | 2013-2015     |
| Vålerenga Oslo IF       | Noruega        | 2015-2016     |
| Vålerenga Oslo IF       | China          | 2016          |
| Tampa Bay Rowdies       | Estados Unidos | 2017          |
| D.C. United             | Estados Unidos | 2017          |
| Lorca FC                | España         | 2018          |
| Oklahoma City Energy FC | Estados Unidos | 2018-2019     |
| Bengaluru FC            | India          | 2020-presente |

### Selecciones
| Selección | Año   | Partidos (goles) |
| --------- | ----- | ---------------- |
| Jamaica   | 2013- | 13 (1)           |

#### Goles internacionales
| #  | Fecha              | Lugar                                                    | Oponente    | Gol | Resultado | Competición      | Referencia       |
| -- | ------------------ | -------------------------------------------------------- | ----------- | --- | --------- | ---------------- | ---------------- |
| 1. | 2 de marzo de 2014 | Estadio Nacional de Barbados, Parroquia de Saint Michael | Barbados    | 2–0 | 2–0       | Partido amistoso | [ 3 ]            |
| 2. | 5 de marzo de 2014 | Beausejour Stadium, Gros Islet, Santa Lucía              | Santa Lucía | 5–0 | 5–0       | Partido amistoso | [ 4 ] [ Nota 1 ] |

#### Participaciones en fases finales
| Competición                                                      | Categoría | Sede     | Resultado                   | Partidos | Goles |
| ---------------------------------------------------------------- | --------- | -------- | --------------------------- | -------- | ----- |
| Clasificación de Concacaf para la Copa Mundial de Fútbol de 2014 | Jamaica   | Concacaf | Cuarta ronda - No clasificó | 2        | 0     |
| Clasificación de Concacaf para la Copa Mundial de Fútbol de 2018 | Jamaica   | Concacaf | Por definir                 | 2        | 0     |
| Copa América 2015                                                | Jamaica   | Chile    | Primera fase                | 3        | 0     |
| Total                                                            | –         | –        | –                           | 7        | 0     |

- Nota: Se incluirá en la tabla tercer o cuarto puesto solo si se jugó el partido por el tercer lugar.

## Palmarés

### Títulos internacionales
| Título          | Club                           | País    | Año                     |
| --------------- | ------------------------------ | ------- | ----------------------- |
| Copa del Caribe | Selección de fútbol de Jamaica | Jamaica | Copa del Caribe de 2014 |

(*) Incluyendo la selección